# Ilminster
Ilminster ist eine Stadt und ein Civil parish in der Grafschaft Somerset in England. Ilminster ist 16,4 km von Taunton entfernt. Im Jahr 2022 hatte es 5961Einwohner. Ilminster wurde 1086 im Domesday Book als Ileminstre/Ilemonstre erwähnt.

## Persönlichkeiten
- John Baker (1813–1872), Politiker
- Dave Jones (1932–1998), Jazzmusiker
- Paul Adcock (* 1972), Fußballspieler